# USS Mississippi (BB-41)
Pour les autres navires du même nom, voir USS Mississippi.
L’USS Mississippi (BB-41/AG-128), cuirassé de la classe New Mexico, est le troisième bâtiment de la Marine des États-Unis nommé en l'honneur de l'État du Nouveau-Mexique, et le second cuirassé à porter ce nom. Mis en service en 1917, trop tard pour servir pendant la Première Guerre mondiale, il a été largement déployé dans le Pacifique au cours de la Seconde Guerre mondiale, pendant laquelle il a remporté huit étoiles de bataille. Il fut l'un des six cuirassés d’avant-guerre (et le seul à ne pas avoir été présent à Pearl-Harbor) qui ont participé à la bataille du détroit de Surigao, l’ultime engagement entre cuirassés de l'histoire navale.
Après la guerre, ses deux sisterships ont été rapidement retirés du service et vendu à la ferraille, mais le Mississippi a continué à servir une dizaine d'années en tant que bâtiment d’essais pour des armes nouvelles (sous le numéro de nomenclature AG-128). Il a joué un rôle important dans le développement du système de missiles SAM-N-7 Terrier.
Après avoir tenté sans succès de le conserver comme un bateau musée, à flot, il a été vendu à la ferraille en 1956.

## Construction et mise en service
La quille du Mississippi est posée le 5 avril 1915 au chantier naval Newport News Shipbuilding, en Virginie . Baptisé par sa marraine, Miss Camelle McBeath, fille du président de la Commission Highway de l’État du Mississippi, le cuirassé est lancé le 25 janvier 1917, puis commissionné le 18 décembre 1917, sous le commandement du captain J. L. Jayne.

## Service pendant la Première Guerre mondiale

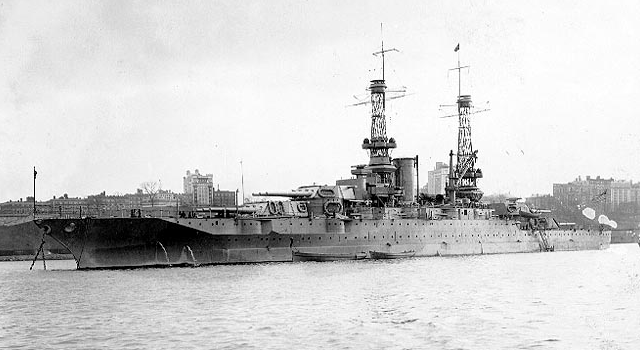
Le Mississippi au mouillage à New York en 1919.

Le bâtiment est achevé trop tard pour participer aux combats durant la Première Guerre mondiale. En vue de parfaire sa mise en condition opérationnelle au large de la Virginie, le Mississippi fait route le 22 mars 1918 pour des exercices d’entraînement dans le golfe de Guacanayabo (Cuba). Un mois plus tard, il retourne à Hampton Roads et navigue entre Boston et New York jusqu'à son départ, le 31 janvier 1919, pour des manœuvres d'hiver dans la mer des Caraïbes.

## Période entre les deux guerres

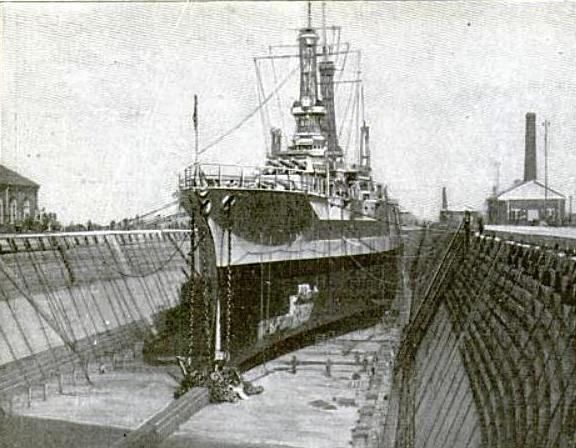
Le Mississippi en cale sèche, à San Francisco, 1920.

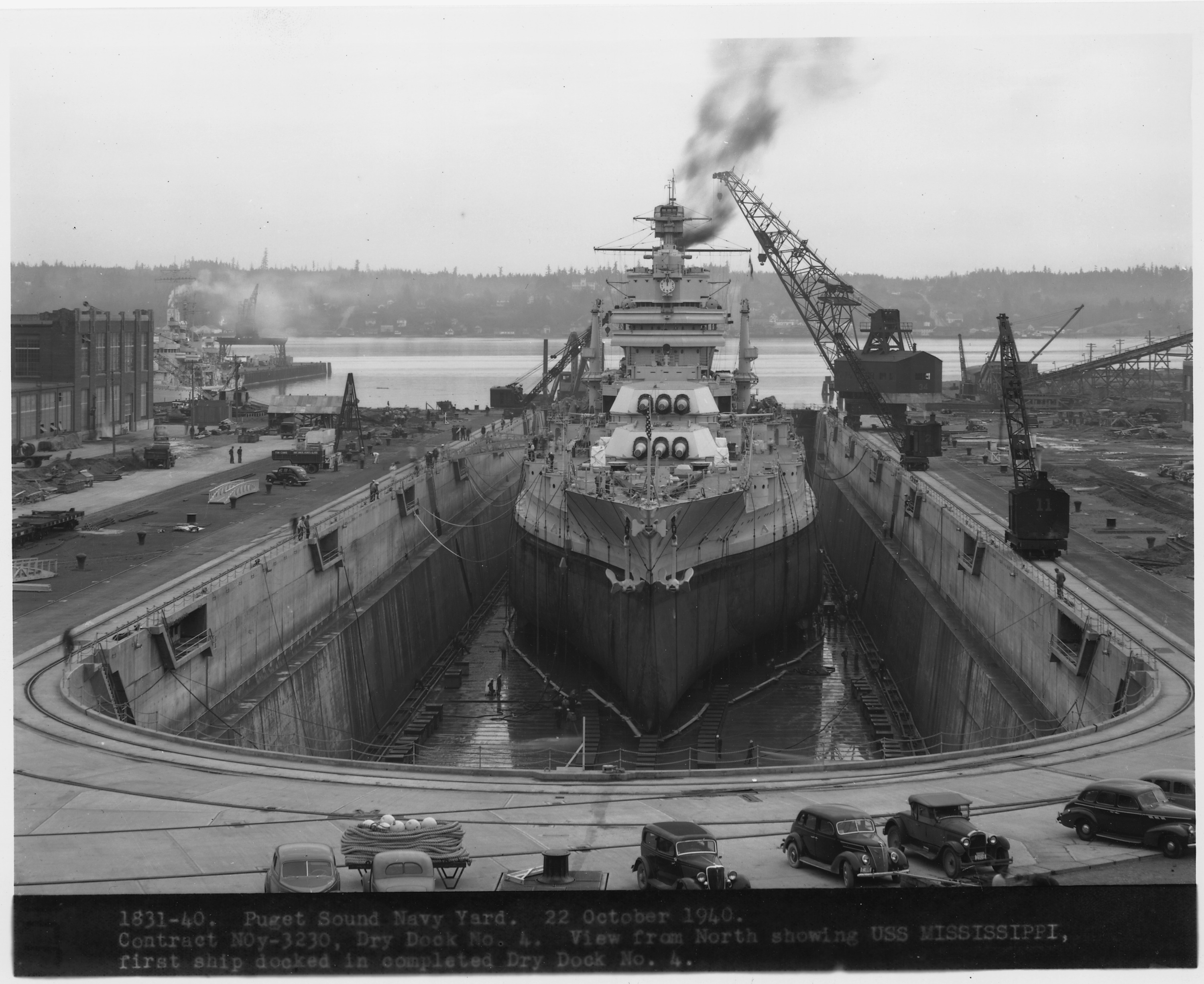
Le Mississippi en cale sèche à Puget Sound, le 22 octobre 1940.

Le 19 juillet 1919, le Mississippi quitte la côte atlantique et fait route vers la côte Ouest. Pendant les quatre années suivantes, son activité se déroule au large de la côte Ouest, à partir de sa nouvelle base de San Pedro. Toutefois, pour ses exercices d'entraînement pendant les mois d'hiver, il retourne dans les Caraïbes. Deux des 14 canons de 127 mm / 51 cal d’origine sont débarqués en 1922.
En 1923, le Mississippi est utilisé dans le cadre d'un exercice public dans le golfe de Panama avec, comme observateurs, des membres du Congrès et des reporters de divers journaux.  Le 23 mars 1923, il coule au canon le vieux cuirassé Iowa (IX-6, ex-BB-4) datant de l’époque de la guerre hispano-américaine, et qui avait été transformé en cible contrôlée par radio.
Au cours d’exercices de tir, le 12 juin 1924 au large de San Pedro, 48 de ses hommes sont asphyxiés à la suite d'une explosion dans la tourelle numéro deux de sa batterie principale.
Le 15 avril 1925, le cuirassé appareille de San Francisco, Californie, pour effectuer des exercices au large d’Hawaï ; puis il fait route vers l’Australie pour une tournée de courtoisie. Le Mississippi est de retour sur la côte Ouest le 26 septembre, et reprend ses activités au cours des quatre années suivantes. Pendant les mois d'hiver de cette période, il effectue souvent des exercices dans les eaux des Caraïbes et de l'Atlantique.
Le 30 mars 1931 le Mississippi entre au chantier Norfolk Navy Yard de Portsmouth pour une refonte de modernisation. Cette refonte change de manière significative le profil du bâtiment en enlevant, à l'avant et à l'arrière, les mâts d'origine en treillis, celui de l'avant étant remplacé par une tour fermée. Cette modernisation comprend également le remplacement de trois canons de 76 mm antiaériens d'origine, par huit canons de 127 mm / 25 cal.
En septembre 1933, il appareille une fois de plus pour des exercices d'entraînement. Transitant par le canal de Panama le 24 octobre 1934, le cuirassé est de retour à sa base de San Pedro. Au cours des sept années suivantes, le Mississippi opère au large de la côte Ouest, à l'exception des croisières dans les Caraïbes en hiver.

## Service pendant la Seconde Guerre mondiale
De retour à Norfolk le 16 juin 1941, le Mississippi est paré pour le service de patrouille dans l'Atlantique Nord. Ayant appareillé de Newport il escorte un convoi vers Hvalfjordur (Islande). Puis il accomplit une autre mission vers l'Islande le 28 septembre, et y passe les deux mois suivant, en protégeant la navigation.
Deux jours après l'attaque sur Pearl Harbor, le Mississippi quitte l'Islande pour le Pacifique. Arrivé le 22 janvier 1942 à San Francisco, il passe les sept mois suivant à l’entraînement et à l'escorte de convois le long de la côte Ouest. À partir de mai 1942, les canons d’origine de l’artillerie secondaire, de 127 mm / 51 cal sont débarqués pour faire place à de nombreux canons antiaériens de 40 mm et de 20 mm .
Le 6 décembre 1942, après avoir participé à des exercices au large d'Hawaï, le Mississippi fait route avec des transports de troupe vers les îles Fidji, revenant à Pearl Harbor, le 2 mars 1943. Le 10 mai suivant, le cuirassé appareille de Pearl Harbor pour participer à l’opération visant à restaurer la souveraineté des États-Unis sur les îles Aléoutiennes. Le 22 juillet l’île de Kiska est bombardée (au canon), et quelques jours plus tard, les Japonais s’en retirent. Après un entretien à San Francisco, le Mississippi appareille de San Pedro le 19 octobre pour participer à la reconquête des îles Gilbert. Au cours des tirs contre la terre sur l’île Makin le 20 novembre, l'explosion d'une tourelle, presque identique à la tragédie précédente, tue 43 hommes.
Le 31 janvier 1944, le Mississippi participe à la campagne des îles Marshall, bombardant Kwajalein au canon. Le 20 février il bombarde Taroa et frappe Wotje le lendemain. Le 15 mars, le cuirassé procède au pilonnage de Kavieng (Nouvelle-Irlande).
En raison d'une refonte, il passe les mois d'été au chantier de Puget Sound. Cette refonte accroît le nombre des canons de 127 mm) / 25 cal de huit à quatorze .
De retour en zone de guerre, le Mississippi est en appui des débarquements sur Peleliu, dans les îles Palau le 12 septembre 1944. Après une semaine continue d’opérations, le cuirassé fait route vers l’île Manus, où il reste jusqu'au 12 octobre en dock flottant sur l'USS ABSD-2. Appareillant de Manus, il aide à la libération des Philippines, bombardant la côte est de Leyte le 19 octobre. Dans la nuit du 24 octobre, intégré à la ligne de bataille du contre-amiral Jesse Oldendorf, il participe à la destruction d’une puissante Task force japonaise à la bataille du détroit de Surigao ; son tir contribue à couler le cuirassé japonais Yamashiro. Le Mississippi lui-même tire l’ultime salve dans l'histoire, d’un cuirassé contre d’autres bâtiments de guerre. En conséquence des engagements du golfe de Leyte, la marine japonaise n'est plus en mesure de monter une offensive sérieusement menaçante.

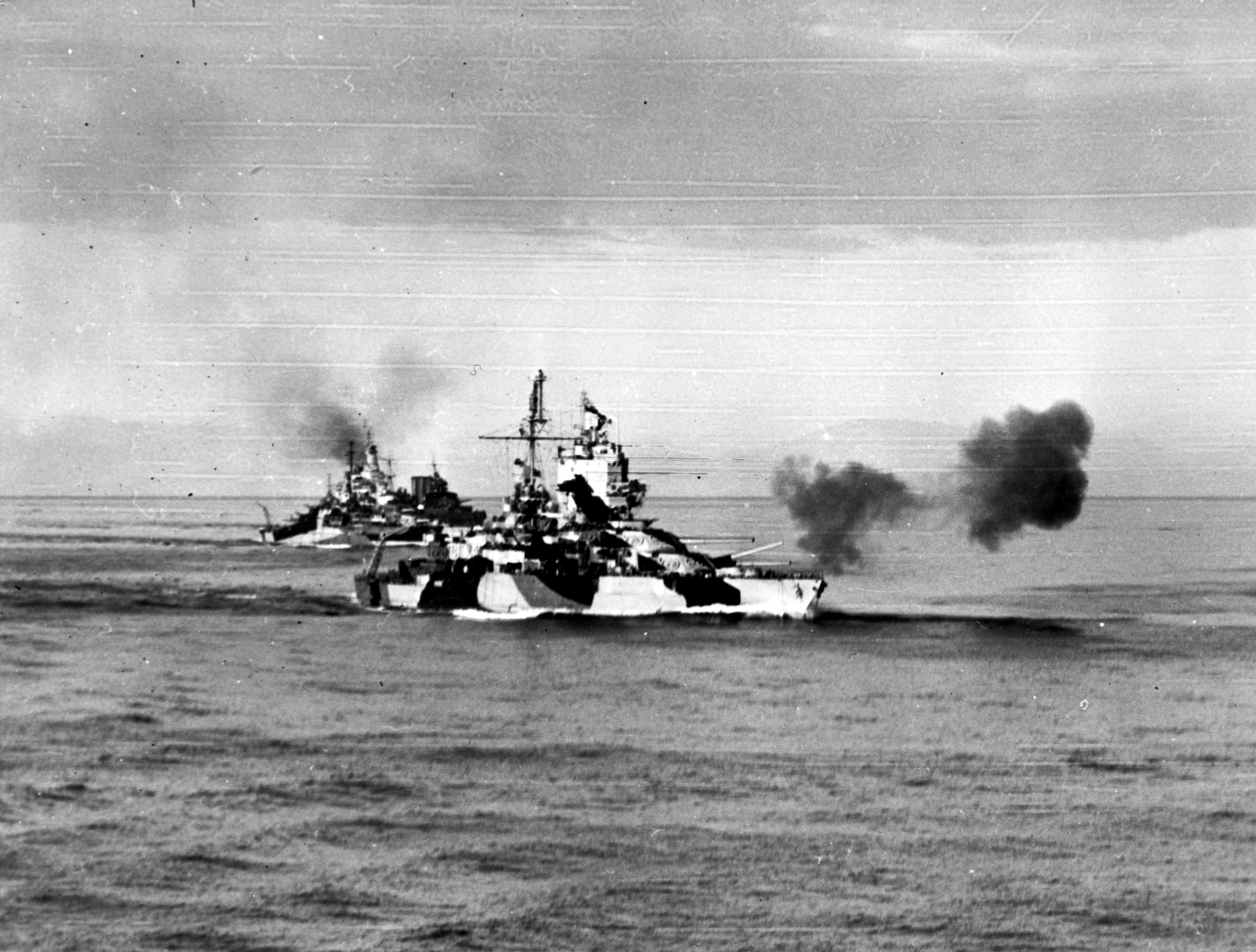
L'USS Mississippi (BB-41) en appui du débarquement du golfe de Lingayen. En arrière-plan, le cuirassé USS West Virginia (BB-48)

Le Mississippi continue à appuyer les opérations du golfe de Leyte jusqu'au 16 novembre 1944, quand il fait route vers les îles de l'Amirauté, il est alors rattaché administrativement au Battleship Squadron 1. Le cuirassé arrive ensuite en baie de San Pedro, Leyte, le 28 décembre, pour préparer les débarquements sur Luzon. Le 6 janvier 1945, le Mississippi commence à tirer (au canon) au début de l'invasion du golfe de Lingayen. Malgré les dommages près de sa ligne de flottaison résultant de l'écrasement d'un kamikaze, il appuie les forces de débarquement jusqu'au 10 février. Après des réparations à Pearl Harbor, le cuirassé fait route vers Nakagusuku Wan, Okinawa, y arrivant le 6 mai pour appuyer les forces de débarquement. Ses puissants canons détruisent les défenses du château de Shuri, qui avaient totalement bloqué l'offensive. Le 5 juin, un autre kamikaze percute son côté tribord, mais le bâtiment de combat continue à appuyer les troupes à Okinawa jusqu'au 16 juin.
Après l’annonce de la capitulation du Japon, le Mississippi fait route vers Sagami Wan, Honshū, y arrivant le 27 août dans le cadre du soutien de la force d'occupation.
Le cuirassé mouille dans la baie de Tokyo, où il est témoin de la signature des actes de reddition ; puis le Mississippi appareille pour être de retour à la maison, le 6 septembre 1945.

## Activité d'après-guerre

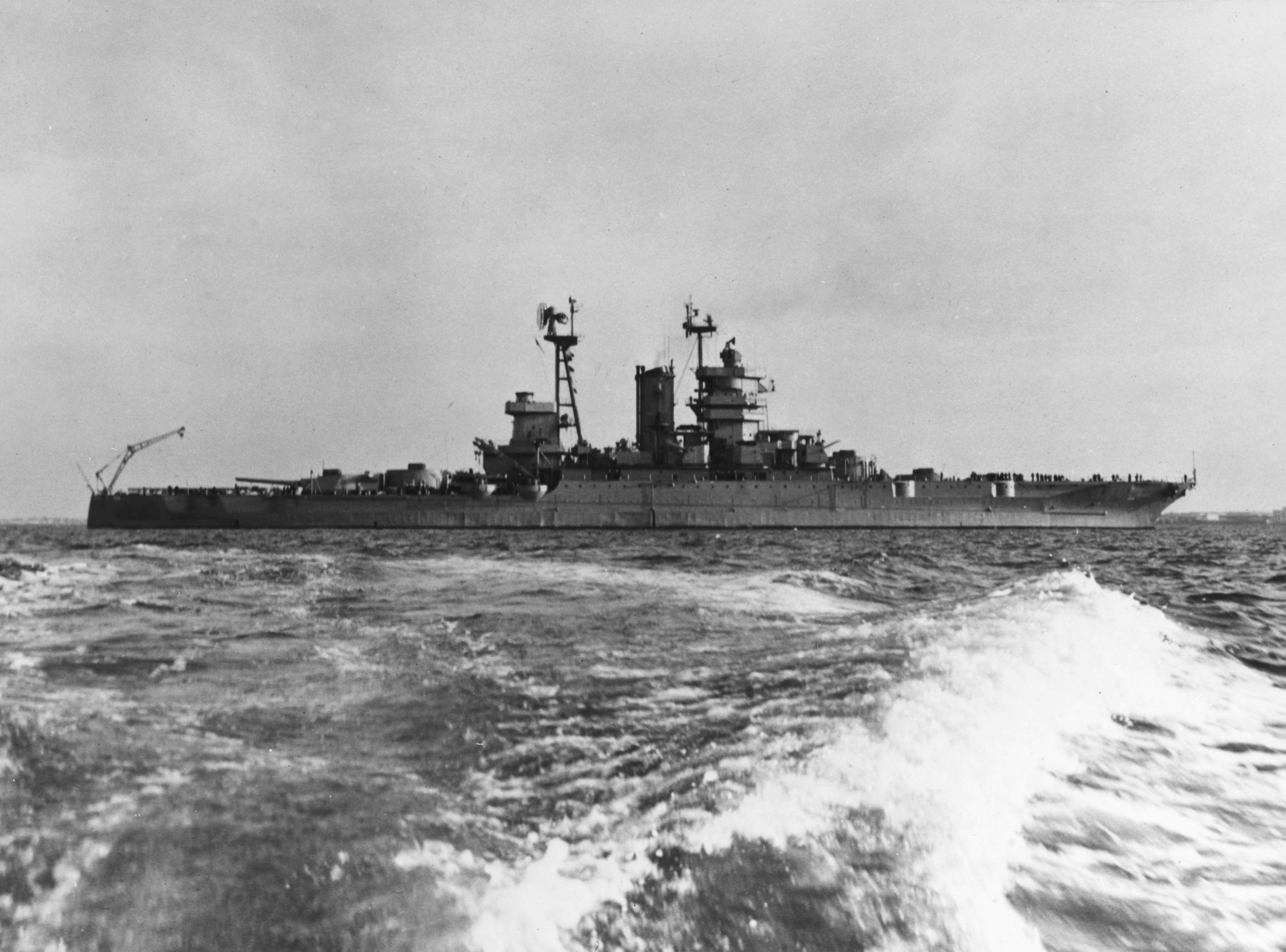
L'USS Mississippi après sa reconstruction/conversion.

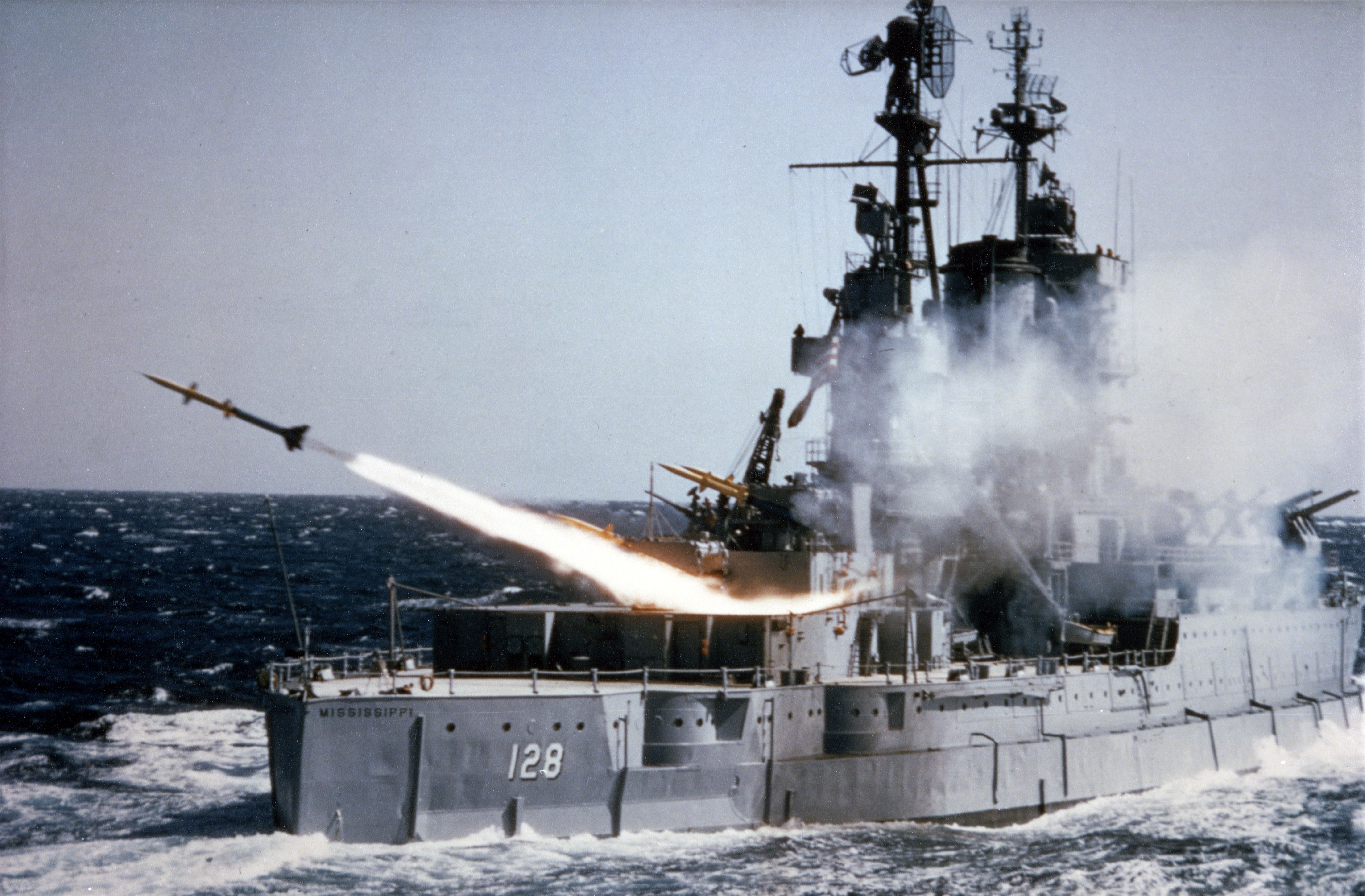
L'USS Mississippi tirant un missile Terrier.

Le Mississippi arrive le 27 novembre 1945 à Norfolk où il est transformé en bâtiment (auxiliaire) d'expérimentation. Il conserve son nom mais change de nomenclature (de BB vers AG) et de numéro, en prenant pour marque de coque AG-128, le 15 février 1946.
Le bâtiment passe les dix dernières années de sa carrière à participer à des tests d'armement, sur des canons et des missiles, au sein de la force de développement basée à Norfolk. Il contribue aux expérimentations faisant passer l'US Navy à l'ère des missiles guidés, avec notamment, le tir concluant d'un missile antiaérien SAM-N-7 Terrier, le 28 janvier 1953 au large du cap Cod. Il participe aussi à la campagne d'essais du missile Petrel en février 1956.
Le Mississippi est retiré du service actif à Norfolk, le 17 septembre 1956. Il est alors proposé à l'État du Mississippi de le convertir en musée à flot, sur le modèle de l'Alabama, à Mobile, en Alabama ; mais le projet n'aboutit pas. La Bethlehem Steel achète le bâtiment le 28 novembre 1956 pour la ferraille, puis le démantèle.

## Récompenses
En mémoire des services rendus durant la Seconde Guerre mondiale, le Mississippi a reçu huit étoiles de bataille.
Sa cloche est installée en toute sécurité dans les jardins de Rosalie Mansion, sur le site de Fort Rosalie surplombant la rivière Mississippi .